# Johan Meyer

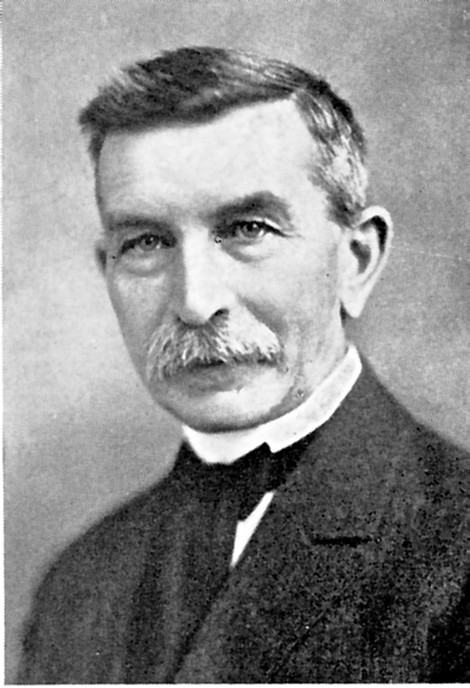
Johan Meyer

Johan Joachim Meyer, född 29 oktober 1860 i Bømlo, död 23 januari 1940 i Askim, var en norsk arkitekt.
Meyer avgick 1880 från Trondheims tekniska skolas byggnadsavdelning, studerade därefter i fyra terminer arkitektur vid tekniska högskolan i Hannover och var i två år assistent hos Christoph Heel i Hannover. År 1885 blev Meyer lärare i frihandsteckning vid Tegneskolen i Kristiania, 1890 teckningslärare vid Den kvindelige  industriskole i Christiania och vid Christiania tekniske skole och 1901 överlärare vid sistnämnda skola. 
År 1895 innehade Meyer ett stipendium för att studera engelska och nordfranska medeltida byggnader.  År 1900 tilldelades han ett universitetsstipendium, för att tillsammans med Lorentz Dietrichson företa en resa till Orkneyöarna och Skottland. Resultatet av denna resa presenterades i det rikt illustrerade praktverket Monumenta orcadica (1906).
Meyer var ordförande i kommittén för Nidarosdomens restaurering och utgav 1914 en populärt hållen bok om denna. Förutom sin mycket omfattande lärarverksamhet var hans huvudintresse Norges historiska minnesmärken och på detta område utförde han en framstående arbete. Dels för privata och dels för offentliga medel företog han varje sommar studieresor i syfte att samla material till belysning av den norska folkkonstens utveckling och resultatet av dessa resor framlade han vid talrika utställningar, föredrag och i de på uppdrag av Kristiania kunstindustrimuseum utarbetade publikationerna Norsk Træskjærerkunst, I–III (närmast till skolbruk) (1899–1905), Fortids Kunst i Norges Bygder (1909 och senare). Ett omfattande material av noggrant utförda uppmätningar och teckningar förvaras opublicerat i samlingar och arkiv. Sina arkeologiska studier över norsk medeltida byggnadskonst publicerade han i en rad artiklar. En resumé av dem finns i hans avhandlingar i "Norsk Kunsthistorie " (I, 1925). 
Meyer var även verksam som privatpraktiserande arkitekt och var en av de första norska arkitekter, som återupptog den från 1700-talets slut stammande så kallade "sorenskriverstilen", och flera villor i denna stil uppfördes i Oslos omgivningar efter hans ritningar. År 1910 blev han professor i arkitektur vid Norges tekniske høgskole i Trondheim.